# Сезар (кінопремія, 1998)

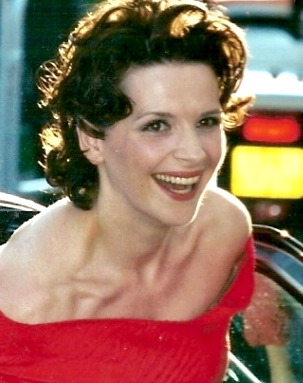
Президент 23-ї церемонії «Сезара» Жульєт Бінош

23-тя церемонія вручення нагород премії «Сезар» Академії мистецтв та технологій кінематографа за заслуги у царині французького кінематографу за 1997 рік відбулася 28 лютого 1998 року в Театр Єлисейських полів (Париж, Франція). 
Церемонія проходила під головуванням Жульєт Бінош, розпорядником та ведучим виступив французький актор, режисер та сценарист Антуан де Кон. Найкращим фільмом визнано стрічку Відомі старі пісні режисера Алена Рене.

## Статистика
Фільми, що отримали декілька номінацій:
| Фільм                                               | Номінації | Перемоги |
| --------------------------------------------------- | --------- | -------- |
| • Відомі старі пісні / On connaît la chanson        | 12        | 7        |
| • До бою / Le Bossu                                 | 9         | 1        |
| • П'ятий елемент / Le Cinquième Élément             | 8         | 3        |
| • Маріус і Жанетт / Marius et Jeannette             | 7         | 1        |
| • Вестерн по-французьки / Western                   | 6         | 1        |
| • Кузен / Le Cousin                                 | 5         | —        |
| • Сухе чищення / Nettoyage à sec                    | 5         | 1        |
| • Артемізія / Artemisia                             | 2         | —        |
| • Дідьє / Didier                                    | 2         | 1        |
| • Мандрівники / Les Randonneurs                     | 2         | —        |
| • Це правда, якщо я брешу! / La Vérité si je mens ! | 2         | —        |

## Список лауреатів та номінантів
★Переможців виділено окремим кольором.

### Основні категорії
| Категорії                                       | Лауреати та номінанти                                                                               | Лауреати та номінанти                                                                           | Лауреати та номінанти                                                                           |
| ----------------------------------------------- | --------------------------------------------------------------------------------------------------- | ----------------------------------------------------------------------------------------------- | ----------------------------------------------------------------------------------------------- |
| Найкращий фільм                                 | ★ Відомі старі пісні / On connaît la chanson (реж.: Ален Рене)                                      | ★ Відомі старі пісні / On connaît la chanson (реж.: Ален Рене)                                  | ★ Відомі старі пісні / On connaît la chanson (реж.: Ален Рене)                                  |
| Найкращий фільм                                 | • До бою (реж.: Філіп де Брока)                                                                     |                                                                                                 |                                                                                                 |
| Найкращий фільм                                 | • П'ятий елемент / Le Cinquième Élément (реж.: Люк Бессон)                                          |                                                                                                 |                                                                                                 |
| Найкращий фільм                                 | • Маріус і Жанетт / Marius et Jeannette (реж.: Робер Гедігян)                                       |                                                                                                 |                                                                                                 |
| Найкращий фільм                                 | • Вестерн по-французьки (реж.: Мануель Пурьє)                                                       |                                                                                                 |                                                                                                 |
| Найкраща режисерська робота                     | | ★ Люк Бессон за фільм «П'ятий елемент»                                                          | ★ Люк Бессон за фільм «П'ятий елемент»                                                          |
| Найкраща режисерська робота                     | • Ален Корно — «Кузен» (Le Cousin)                                                                  |                                                                                                 |                                                                                                 |
| Найкраща режисерська робота                     | • Робер Гедігян — «Маріус і Жанетт»                                                                 |                                                                                                 |                                                                                                 |
| Найкраща режисерська робота                     | • Ален Рене — «Відомі старі пісні»                                                                  |                                                                                                 |                                                                                                 |
| Найкраща режисерська робота                     | • Мануель Пурьє (Manuel Poirier) — «Вестерн по-французьки»                                          |                                                                                                 |                                                                                                 |
| Найкращий актор                                 | | ★ Андре Дюссольє — «Відомі старі пісні» (за роль Сімона)                                        | ★ Андре Дюссольє — «Відомі старі пісні» (за роль Сімона)                                        |
| Найкращий актор                                 | • Даніель Отей — «До бою» (за роль Легардера)                                                       |                                                                                                 |                                                                                                 |
| Найкращий актор                                 | • Шарль Берлен — «Сухе чищення» (Nettoyage à sec (film)) (за роль Жана-Марі Кюнстлера)              |                                                                                                 |                                                                                                 |
| Найкращий актор                                 | • Ален Шаба — «Дідьє» (Didier (film)) (за роль Дідьє)                                               |                                                                                                 |                                                                                                 |
| Найкращий актор                                 | • Патрік Тімсі (Patrick Timsit) — «Кузен»                                                           |                                                                                                 |                                                                                                 |
| Найкраща акторка                                | | ★ Аріан Аскарід — «Маріус і Жанетт» (за роль Жанетт)                                            | ★ Аріан Аскарід — «Маріус і Жанетт» (за роль Жанетт)                                            |
| Найкраща акторка                                | • Сабіна Азема — «Відомі старі пісні» (за роль Оділь Лаланд)                                        |                                                                                                 |                                                                                                 |
| Найкраща акторка                                | • Марі Жиллен — «До бою» (за роль Орор де Невер)                                                    |                                                                                                 |                                                                                                 |
| Найкраща акторка                                | • Сандрін Кіберлен — «Сьоме небо» (Le Septième Ciel (film, 1997)) (за роль Матільди)                |                                                                                                 |                                                                                                 |
| Найкраща акторка                                | • Міу-Міу — «Сухе чищення» (за роль Ніколь Кюнстлер)                                                |                                                                                                 |                                                                                                 |
| Найкращий актор другого плану                   | Жан-П'єр Бакрі                                                                                      | ★ Жан-П'єр Бакрі — «Відомі старі пісні» (за роль Ніколя)                                        | ★ Жан-П'єр Бакрі — «Відомі старі пісні» (за роль Ніколя)                                        |
| Найкращий актор другого плану                   | Жан-П'єр Бакрі                                                                                      | • Жан-П'єр Дарруссен — «Маріус і Жанетт» (за роль Деде)                                         |                                                                                                 |
| Найкращий актор другого плану                   | Жан-П'єр Бакрі                                                                                      | • Жерар Жюньйо — «Любов солдата» (Marthe (film)) (за роль Анрі)                                 |                                                                                                 |
| Найкращий актор другого плану                   | Жан-П'єр Бакрі                                                                                      | • Венсан Перес — «До бою» (за роль герцога Неверського)                                         |                                                                                                 |
| Найкращий актор другого плану                   | Жан-П'єр Бакрі                                                                                      | • Ламбер Вільсон — «Відомі старі пісні» (за роль Марка Дювейєра)                                |                                                                                                 |
| Найкраща акторка другого плану                  | | ★ Аньєс Жауї — «Відомі старі пісні» (за роль Камілли Лаланд)                                    | ★ Аньєс Жауї — «Відомі старі пісні» (за роль Камілли Лаланд)                                    |
| Найкраща акторка другого плану                  | • Паскаль Робер (Pascale Roberts) — «Маріус і Жанетт» (за роль Кароліни)                            |                                                                                                 |                                                                                                 |
| Найкраща акторка другого плану                  | • Матильда Сеньє — «Сухе чищення» (за роль Мерилін)                                                 |                                                                                                 |                                                                                                 |
| Найкраща акторка другого плану                  | • Марі Трентіньян — «Кузен» (за роль судді Ламберт)                                                 |                                                                                                 |                                                                                                 |
| Найкраща акторка другого плану                  | • Карін Віар — «Мандрівники» (Les Randonneurs) (за роль Корали)                                     |                                                                                                 |                                                                                                 |
| Найперспективніший актор                        | | ★ Станіслас Мерхар — «Сухе чищення»                                                             | ★ Станіслас Мерхар — «Сухе чищення»                                                             |
| Найперспективніший актор                        | • Саша Бурдо (Sacha Bourdo) — «Вестерн по-французьки»                                               |                                                                                                 |                                                                                                 |
| Найперспективніший актор                        | • Венсан Ельбаз (Vincent Elbaz) — «Мандрівники»                                                     |                                                                                                 |                                                                                                 |
| Найперспективніший актор                        | • Хосе Гарсія — «Це правда, якщо я брешу!» (La Vérité si je mens !)                                 |                                                                                                 |                                                                                                 |
| Найперспективніший актор                        | • Сержі Лопес — «Вестерн по-французьки»                                                             |                                                                                                 |                                                                                                 |
| Найперспективніша акторка                       | | ★ Емма де Кон — «Брат» (Un frère)                                                               | ★ Емма де Кон — «Брат» (Un frère)                                                               |
| Найперспективніша акторка                       | • Жанна Балібар — «Мене лякає кохання» (J'ai horreur de l'amour)                                    |                                                                                                 |                                                                                                 |
| Найперспективніша акторка                       | • Ізабель Карре — «Заборонена жінка» (La Femme défendue)                                            |                                                                                                 |                                                                                                 |
| Найперспективніша акторка                       | • Аміра Казар — «Це правда, якщо я брешу!»                                                          |                                                                                                 |                                                                                                 |
| Найперспективніша акторка                       | • Летиція Пезенті (Laetitia Pesenti) — «Маріус і Жанетт»                                            |                                                                                                 |                                                                                                 |
| Найкращий оригінальний або адаптований сценарій | Жан-П'єр Бакрі                                                                                      | ★ Жан-П'єр Бакрі та Аньєс Жауї — «Відомі старі пісні»                                           | Аньєс Жауї                                                                                      |
| Найкращий оригінальний або адаптований сценарій | Жан-П'єр Бакрі                                                                                      | • Мішель Александр та Ален Корно — «Кузен»                                                      | Аньєс Жауї                                                                                      |
| Найкращий оригінальний або адаптований сценарій | Жан-П'єр Бакрі                                                                                      | • Робер Гедігян та Жан-Луї Мілезі — «Маріус і Жанетт»                                           | Аньєс Жауї                                                                                      |
| Найкращий оригінальний або адаптований сценарій | Жан-П'єр Бакрі                                                                                      | • Анн Фонтен та Жиль Торан — «Сухе чищення»                                                     | Аньєс Жауї                                                                                      |
| Найкращий оригінальний або адаптований сценарій | Жан-П'єр Бакрі                                                                                      | • Жан-Франсуа Гуайє и Мануель Пурьє — «Вестерн по-французьки»                                   | Аньєс Жауї                                                                                      |
| Найкраща музика до фільму                       | ★ Бернардо Сандовал (Bernardo Sandoval) — «Вестерн по-французьки»                                   | ★ Бернардо Сандовал (Bernardo Sandoval) — «Вестерн по-французьки»                               | ★ Бернардо Сандовал (Bernardo Sandoval) — «Вестерн по-французьки»                               |
| Найкраща музика до фільму                       | • Філіп Сард — «До бою»                                                                             |                                                                                                 |                                                                                                 |
| Найкраща музика до фільму                       | • Ерік Серра — «П'ятий елемент»                                                                     |                                                                                                 |                                                                                                 |
| Найкраща музика до фільму                       | • Жорді Саваль — «Маркіза»                                                                          |                                                                                                 |                                                                                                 |
| Найкраща музика до фільму                       | • Брюно Фонтен (Bruno Fontaine (musicien)) — «Відомі старі пісні»                                   |                                                                                                 |                                                                                                 |
| Найкращий монтаж                                | ★Ерве Де Люс (Hervé de Luze) — «Відомі старі пісні»                                                 | ★Ерве Де Люс (Hervé de Luze) — «Відомі старі пісні»                                             | ★Ерве Де Люс (Hervé de Luze) — «Відомі старі пісні»                                             |
| Найкращий монтаж                                | • Анрі Ланое (Henri Lanoë) — «До бою»                                                               |                                                                                                 |                                                                                                 |
| Найкращий монтаж                                | • Сільві Ландра (Sylvie Landra) — «П'ятий елемент»                                                  |                                                                                                 |                                                                                                 |
| Найкраща операторська робота                    | ★ Т'єррі Арбоґаст — «П'ятий елемент»                                                                | ★ Т'єррі Арбоґаст — «П'ятий елемент»                                                            | ★ Т'єррі Арбоґаст — «П'ятий елемент»                                                            |
| Найкраща операторська робота                    | • Бенуа Дельомм — «Артемізія»                                                                       |                                                                                                 |                                                                                                 |
| Найкраща операторська робота                    | • Жан-Франсуа Робін (Jean-François Robin) — «До бою»                                                |                                                                                                 |                                                                                                 |
| Найкращі декорації                              | ★ Ден Вейл (Dan Weil) — «П'ятий елемент»                                                            | ★ Ден Вейл (Dan Weil) — «П'ятий елемент»                                                        | ★ Ден Вейл (Dan Weil) — «П'ятий елемент»                                                        |
| Найкращі декорації                              | • Бернар Візат — «До бою»                                                                           |                                                                                                 |                                                                                                 |
| Найкращі декорації                              | • Жак Солньє — «Відомі старі пісні»                                                                 |                                                                                                 |                                                                                                 |
| Найкращі костюми                                | | ★ Крістіан Гаск — «До бою»                                                                      | ★ Крістіан Гаск — «До бою»                                                                      |
| Найкращі костюми                                | • Домінік Борг (Dominique Borg) — «Артемізія»                                                       |                                                                                                 |                                                                                                 |
| Найкращі костюми                                | • Жан-Поль Готьє — «П'ятий елемент»                                                                 |                                                                                                 |                                                                                                 |
| Найкращий звук                                  | ★ Мішель Клошендлер (Michel Klochendler), Жан-П'єр Лафорс та П'єр Ленуар — «Відомі старі пісні»     | ★ Мішель Клошендлер (Michel Klochendler), Жан-П'єр Лафорс та П'єр Ленуар — «Відомі старі пісні» | ★ Мішель Клошендлер (Michel Klochendler), Жан-П'єр Лафорс та П'єр Ленуар — «Відомі старі пісні» |
| Найкращий звук                                  | • Даніель Бріссо — «П'ятий елемент»                                                                 |                                                                                                 |                                                                                                 |
| Найкращий звук                                  | • П'єр Ґаме (Pierre Gamet) та Жерар Ламп (Gérard Lamps) — «Кузен»                                   |                                                                                                 |                                                                                                 |
| Найкращий дебютний фільм                        | ★ «Дідьє» — реж.: Ален Шаба                                                                         | ★ «Дідьє» — реж.: Ален Шаба                                                                     | ★ «Дідьє» — реж.: Ален Шаба                                                                     |
| Найкращий дебютний фільм                        | • «Інший берег моря» () — реж.: Домінік Кабрера (Dominique Cabrera)                                 |                                                                                                 |                                                                                                 |
| Найкращий дебютний фільм                        | • «Демони Ісуса» (Les Démons de Jésus) — реж.: Берні Бонвуазен (Bernie Bonvoisin)                   |                                                                                                 |                                                                                                 |
| Найкращий дебютний фільм                        | • «Моє життя в рожевому кольорі» — реж.: Ален Берлінер                                              |                                                                                                 |                                                                                                 |
| Найкращий дебютний фільм                        | • «Життя Ісуса» (La Vie de Jésus) — реж.: Бруно Дюмон                                               |                                                                                                 |                                                                                                 |
| Найкращий короткометражний фільм                | ★ «Мажоретки в космосі» / Des majorettes dans l'espace (реж.: Давид Фурьє)                          | ★ «Мажоретки в космосі» / Des majorettes dans l'espace (реж.: Давид Фурьє)                      | ★ «Мажоретки в космосі» / Des majorettes dans l'espace (реж.: Давид Фурьє)                      |
| Найкращий короткометражний фільм                | • Ferrailles (реж.: Лоран Пуваре)                                                                   |                                                                                                 |                                                                                                 |
| Найкращий короткометражний фільм                | • «Сеул» / Seule (реж.: Ерік Зонка)                                                                 |                                                                                                 |                                                                                                 |
| Найкращий короткометражний фільм                | • «Все повинно зникнути» / Tout doit disparaître (реж.: Жан-Марк Муту)                              |                                                                                                 |                                                                                                 |
| Найкращий короткометражний фільм                | • «Стара дама і голуби» / La Vieille Dame et les Pigeons (реж.: Сільвен Шоме)                       |                                                                                                 |                                                                                                 |
| Найкращий фільм іноземною мовою                 | Велика Британія ★ Справа — труба / Brassed Off (Велика Британія, реж.: Марк Герман)                 | Велика Британія ★ Справа — труба / Brassed Off (Велика Британія, реж.: Марк Герман)             | Велика Британія ★ Справа — труба / Brassed Off (Велика Британія, реж.: Марк Герман)             |
| Найкращий фільм іноземною мовою                 | Японія • Феєрверк / HANA-BI (Японія, реж.: Такесі Кітано)                                           |                                                                                                 |                                                                                                 |
| Найкращий фільм іноземною мовою                 | Велика Британія • Англійський пацієнт / The English Patient (Великобритания, реж.: Ентоні Мінгелла) |                                                                                                 |                                                                                                 |
| Найкращий фільм іноземною мовою                 | Велика Британія • Чоловічий стриптиз / The Full Monty (Велика Британія, реж.: Пітер Каттанео)       |                                                                                                 |                                                                                                 |
| Найкращий фільм іноземною мовою                 | США • Усі кажуть, що я кохаю тебе / Everyone Says I Love You (США, реж.: Вуді Аллен)                |                                                                                                 |                                                                                                 |

### Спеціальні нагороди
| Нагорода         | Лауреати       | Лауреати        |
| ---------------- | -------------- | --------------- |
| Почесний «Сезар» |                | ★ Жан-Люк Годар |
| Почесний «Сезар» | ★ Майкл Дуглас |                 |
| Почесний «Сезар» | ★ Клінт Іствуд |                 |